# Ошеровский, Матвей Абрамович
Матвей Абрамович Ошеровский (24 октября 1920, Ростов-на-Дону — 12 мая 2009, Москва) — российский и советский театральный режиссёр, актёр, профессор РАТИ, Народный артист Российской Федерации (2000) и Украинской ССР (1973).

## Биография
Окончил актёрский и режиссёрский курсы ГИТИСа (мастерские М. М. Тарханова и В. Г. Сахновского/А. Д. Попова) и аспирантуру под руководством М. Н. Кедрова. Дебют в профессиональном театре состоялся в Харьковском украинском драматическом театре имени Т. Г. Шевченко, актёрский, (в роли Олега Кошевого в спектакле «Молодая гвардия») и режиссёрский (спектакль «Вас вызывает Таймыр» по пьесе А. Галича и К. Исаева).
Главный режиссёр Воронежского театра музыкальной комедии, позднее — Краснодарского театра музыкальной комедии, затем Одесского театра музыкальной комедии (в 1962—1977 гг.), где он поставил около 30 спектаклей. Заместитель главного режиссёра Олимпиады 1980 года в Москве.
Преподавал в Одесском театрально-художественном училище. Профессор ГИТИСа.
Скончался в Москве после обширного инсульта 12 мая 2009 года на 89 году жизни. Был похоронен на Востряковском кладбище. 12 мая 2010 года в Одессе, на Втором Христианском кладбище, был открыт кенотаф Матвею Ошеровскому.

## Спектакли

### Краснодарский театр музыкальной комедии
- «Кубанские ласточки» Я. Верховского, Г. Плотниченко и Д. Фалилеева (1960)

### Одесской театр музыкальной комедии
- «Поцелуй Чаниты» Ю. Милютина (1957)
- «Тиха украинская ночь» С. Жданова (1959)
- «Моя прекрасная леди» Ф. Лоу (1963)
- «Сто чертей и одна девушка» Т. Хренникова (1963)
- «Цветок Миссисипи» Дж. Керна (1964)
- «На рассвете» О. Сандлера (1964)
- «Тринадцать поцелуев» М. Табачникова (1965)
- «Целуй меня, Кэт» К. Портера (1966)
- «Четверо с улицы Жанны» О. Сандлера (1967)
- «Весёлая вдова» Ф. Легара (1968)
- «У родного причала» В. Соловьёва-Седого (1970)
- «Человек из Ламанчи» М. Ли (1974)
- «Прекрасная Елена» Ж. Оффенбаха (1976)

### Русский драматический театр (Одесса)
- «Гроза» А. Н. Островского

## Награды и звания
- Заслуженный артист РСФСР (29 сентября 1960 года) — за заслуги в области советского театрального искусства[5].
- Народный артист Украинской ССР (1973).
- Народный артист Российской Федерации (5 июня 2000 года) — за большие заслуги в области искусства[1].

## В культуре
В юмористическом рассказе Г. Голубенко «Трагедия в лёгком жанре» о создании музыкального спектакля «Старые дома» («Всё начинается с любви») нашёл отражение эпизод снятия М. Ошеровского с должности главного режиссёра Одесской музкомедии. Матвей Ошеровский изображён под именем «Модест Абрамович Борщаговский», а Михаил Водяной — под именем «главный артист».